# دورات ميلانكوفيتش
دورات ميلانكوفيتش أو آلية ميلانكوفيتش هي آلية التغيرات المناخية التي فسرها العالم ميلانكوفيتش milankovitch mechanism عام 1930 بالتغير المطرد والدوري في زاوية ميل محور دوران الأرض بالنسبة إلى مستوى مدار الأرض حول الشمس، وزاوية الميل هذه تتراوح دائمًا بين 21.8ْ و 23.44ْ، وطول فترة التراوح الدورية هذه 40 ألف سنة، ومقدار زاوية الميل حالياً بحدود 23.44 درجة، وهي في حالة تناقص نحو حدها الأدنى بمقدار 0.00013 درجة سنوياً، وعندما يصل ميل محور الأرض إلى أعظمه يصبح الفارق بين حرارة الصيف والشتاء على أشده، ولآلية ميلانكوفيتش تأثير فقط على التوزع الفصلي والجغرافي للأشعة الشمسية فوق سطح الأرض، مع بقاء الكميات السنوية ثابتة، ففائض في فصل يعوض بنقص في فصل آخر، وفائض في منطقة جغرافية يقابله نقص في منطقة أخرى وهكذا.